# 广东省广播电视技术中心
广东省广播电视技术中心，是广东省负责广播电视节目的发射、传输、覆盖任务的省属副厅级事业单位，成立于1989年6月，现有分布于全省各地的80座发射台、转播台及微波站。2014年4月23日，成为广东广播电视台下属单位。

## 下属单位

### 广东省中波总台
- 广东省522台（广州花都）
- 广东省808台（广州海珠）
- 广东省909台（珠海）
- 广东省韶关中波转播台
- 广东省721台（河源东源县灯塔镇）
- 广东省731台（茂名）
- 江门中波转播台
- 惠州中波转播台
- 中山中波转播台
- 阳江中波转播台
- 湛江中波转播台
- 揭阳中波转播台
- 肇庆中波转播台
- 汕头中波转播台
- 汕尾中波转播台
- 惠东中波转播台
- 大埔中波转播台
- 和平中波转播台
- 饶平中波转播台

### 广东省电视调频总台
- 广东省越秀山电视调频发射台（广东电视塔）
- 广东省903电视调频发射台（中山五桂山）
- 广东省722台（韶关天井山）
- 广东省732台（茂名大田顶）
- 粤东鸿图嶂电视调频发射台
- 新会圭峰山电视调频发射台
- 紫金电视调频发射台（河源紫金县笔架山）

### 广东省广播电视微波总站
- 东莞微波站
- 清远微波站
- 河源微波站
- 徐闻微波站
- 茂名微波站
- 雷州微波站
- 肇庆微波站
- 韶关微波站
- 惠州微波站
- 梅州微波站
- 揭阳微波站
- 潮州微波站
- 汕头微波站
- 陆河微波站
- 汕尾微波站
- 深圳微波站
- 珠海微波站
- 恩平微波站
- 阳江微波站
- 湛江微波站
- 云浮微波站

### 广东省广播电视卫星地球站
地球站占地面积为119亩，于1995年3月5日正式在广州番禺南村开工建设，1996年7月8日举行落成开播仪式，每天24小时通过卫星向全球传播广东卫视、南方卫视（大湾区卫视）、深圳卫视三套电视节目和广东、深圳等电台的13套立体声广播节目。